# Baranda (Opovo)
Baranda (serbocroata cirílico: Баранда) es un pueblo de Serbia perteneciente al municipio de Opovo en el distrito de Banato del Sur de la provincia autónoma de Voivodina.
En 2011 tenía 1544 habitantes, casi todos étnicamente serbios.
El pueblo tiene su origen en tiempos del Imperio Habsburgo, durante los planes de repoblación de la Vojna Krajina. En 1768 se decidió que era militarmente necesario crear un asentamiento entre Opovo y Sakule, y para ello se fundó el pueblo de Baranda entre 1775 y 1778, con colonos procedentes de Kikinda, Sângeorge y Melenci. Desde sus orígenes fue siempre un pueblo étnicamente serbio.
Se ubica junto a la orilla oriental del río Tamiš, a medio camino entre Opovo y Čenta sobre la carretera 131.